# Secamone erythradenia
Secamone erythradenia är en oleanderväxtart som beskrevs av Karl Moritz Schumann. Secamone erythradenia ingår i släktet Secamone och familjen oleanderväxter. Inga underarter finns listade i Catalogue of Life.